# روبرت س. كوك
روبرت س. كوك (بالإنجليزية: Robert C. Cook)‏ هو عالم سكان وعالم وراثة أمريكي، ولد في 9 أبريل 1898 في واشنطن العاصمة في الولايات المتحدة، وتوفي في 7 يناير 1991 في ميتشلفيل في الولايات المتحدة.